# Rhyniella praecursor
Rhyniella praecursor (pequeña criatura de Rhynie Chert) es una especie extinta de artrópodos colémbolos encontrados en la formación Rhynie Chert. Vivió durante el Pragiense y durante algún tiempo se creyó que era el único hexápodo del Devónico temprano (c. 410 millones de años).
Sus restos fueron descubiertos en 1919 y reconstruido a partir de fragmentos de su exoesqueleto. R. praecursor fue descrito formalmente en 1926, creyéndose al principio que era una larva de insecto.
Sus piezas bucales inicialmente asignadas a R. praecursor fueron redescritas como Rhyniognatha hirsti en 1928. En 2004, Rhyniognatha hirsti fue clasificado como un insecto, siendo el más antiguo conocido hasta la fecha.
Rhyniella medía alrededor de 1-2 mm y posiblemente fue carroñero, alimentándose de materia en descomposición.